# Xavier Penin
 (octobre 2018).
Si vous disposez d'ouvrages ou d'articles de référence ou si vous connaissez des sites web de qualité traitant du thème abordé ici, merci de compléter l'article en donnant les références utiles à sa vérifiabilité et en les liant à la section « Notes et références ».
Xavier Penin, alias Zaz, est un professionnel du jeu vidéo français, également romancier et scénariste de bande dessinée, né à Créteil le 19 octobre 1973. Il a travaillé chez Ubisoft et Tactical Adventures et publié chez Clair de Lune, Kantik et Rivière Blanche.

## Biographie

### Cinéma amateur
En marge d'une carrière de game designer dans le jeu vidéo, Xavier Penin fait des vidéos amateur (cheap movies) participe à la saga MP3 Le Donjon de Naheulbeuk (2001), pour laquelle il prête sa voix au personnage de Reivax, et aux Affaires pas très normales où il incarne Bill le Clodo.
Il continuera a prêter sa voir au personnage de Reivax jusque dans le jeu vidéo L'amulette du Désordre sorti en 2020, puis dans Le Maître du Donjon sorti en 2023.

### Bande dessinée
Dans cette lancée, il débute en 2007 sa carrière d'auteur de bande dessinée sous le pseudonyme de Zaz, avec La Tour de Kyla, série se déroulant dans la Terre de Fangh, aujourd'hui terminée en quatre tomes publiée chez Clair de Lune, avec une adaptation sous forme de roman, parue en 2011. Il publie chez le même éditeur Les Fleurs du Cardinal, une fiction historique se déroulant sous Richelieu. En 2010, il publie trois nouvelles séries chez Kantik : Paladin, coécrit avec Le Fab, également dessinateur sur La Tour de Kyla, ainsi que Les Légions de la haine et Cœur de ténèbres. Il participe également en tant que coauteur au troisième tome des Arcanes de Naheulbeuk.

### Jeu vidéo
Xavier Penin commence sa carrière dans le jeu vidéo chez Polygon Studio en 1998 en tant que Game Designer et rejoint Ubisoft en 2000, où il passera 17 ans avant de rejoindre Tactical Adventures en 2018 où il occupe le poste de Gameplay et Narrative Director.

## Publications
Éditions Clair de Lune
- La Tour de Kyla, roman (janvier 2011)

Avec Le Fab (dessin) et Mick (couleurs) :
- La Tour de Kyla, tome 1 : Porte, monstre, trésor (mars 2007)
- La Tour de Kyla, tome 2 : GrosBills dans la brume (mars 2008)

Avec Le Fab (dessin) et Verbeke (couleurs) :
- La Tour de Kyla, tome 3 : La Princesse veut s'en mêler (janvier 2009)
- La Tour de Kyla, tome 4 : Le Prince Casse-Pied (mars 2010)

Avec Esteve Polls (dessin) et Mossa, Tangorra et Sabater (couleurs)
- Les Fleurs du Cardinal : Richelieu, One-Shot (août 2008)

Avec John Lang, Audrand, Oph, Jahan (scénario), Marion Poinsot (dessin), Sabater (couleur) :
- Les Arcanes de Naheulbeuk, tome 3 : La vie d'aventurier (avril 2010)

Éditions KantiK
Avec Le Fab, Torres (dessins) et Vigneau (couleurs) :
- Paladin, tome 1 :Le Tournoi de Crèvemaraud (septembre 2009)
- Paladin, tome 2 : La Geste de Glovis (Février 2010)

Avec Esdras Cristobal, et Gwen (couleurs) :
- Bloodlight, tome 1 :Frustration (Juillet 2011)

Avec Studio Monochrome (dessin et couleurs) :
- Les Légions de la haine, tome 1 :Cheval d'acier (Janvier 2009)
- Les Légions de la haine, tome 2 :L'ennemi invisible (Juillet 2010)

Avec O.L. Dorothy (dessin) et Mick (couleurs) :
- Cœur de ténèbres, tome 1 :Génocide (Février 2010)
- Cœur de ténèbres, tome 2 :Parjures (Décembre 2010)

Éditions Rivière Blanche
- Cent âmes pour un Roi (nouvelle) parue dans l'anthologie Dimension de capes et d'esprits, dirigée par Eric Boisseau (Juillet 2011)

Jeux Vidéo
Solasta : Crown of the Magister
Tom Clancy's Ghost Recon : Wildlands
Assassin's Creed Chronicles
Might and Magic Heroes VII
Call of Juarez: Gunslinger
Might and Magic : Duel of Champions
Might and Magic Heroes VI
Driver : Renegade
Might & Magic : clash of Heroes
C.O.P. The Recruit
R.U.S.E : The art of deception
Call of Juarez : Bound in Blood
Haze
Tom Clancy's Ghost Recon : Advanced Warfighter 2
Dark Messiah : Might & Magic
Brothers in Arms : Road to Hill 30
Deathrow
VIP